# Брзи аутобуски превоз
Брзи аутобуски превоз (енгл. Bus rapid transit скраћено BRT) је систем јавног превоза заснован на аутобусима дизајниран да има много већи капацитет, буде поузданији и као друге предности од конвенционалног аутобуског система. Типично, БРТ систем укључује путеве који су намењени аутобусима и даје приоритет аутобусима на раскрсницама где аутобуси могу да комуницирају са другим саобраћајем; уз карактеристике дизајна за смањење кашњења узрокованих укрцавањем путника или изласком из аутобуса, или плаћањем карата . БРТ има за циљ да комбинује капацитет и брзину система лаке железнице или метроа или тешке железнице са флексибилношћу, нижом ценом и једноставношћу аутобуског система.
Први систем брзог аутобуског превоза на свету био је Бусваи у Ранкорн Њутаун у Енглеској, који је ушао у службу 1971.  Укупно 166 градова на шест континената имплементирало је БРТ системе, што чини 4.906 km (3.048 mi) БРТ трака према подацима из марта 2018.  и око 32,2 милиона путника сваког дана.

## Терминологија
Брзи аутобуски превоз је врста масовног брзог превоза (МРТ)  и описује систем градског јавног превоза великог капацитета са сопственим правом пролаза, возилима на кратким путевима, укрцавањем на нивоу платформе и претплатом карата. 

## Историја
Први брзи аутобуски превоз у свету био је Реде Интеграда де Транспорте (RIT интегрирана транспортна мрежа) примењен у Куритиби у Бразилу 1974. године. Већина елемената које су припале BRT биле су иновације које је први предложио градоначелник Куритиба Џејм Лернер. У граду који се ширио невероватном брзином гужве у саобраћају су постале свакодневница, а овај проблем је захтевао брзо и јефтино решење. С обзиром на то да би изградња метроа постала још већи проблем по саобраћај, стручњаци су дошли до радикалног решења: направити аутобуски систем налик метроу и издвојити га из саобраћаја. Тако се родила идеја о брзом аутобуском превозу, међу којима је први отворен баш у овом граду 1974. године.
Од тада, око две стотине зглобних и двозглобних високоподних аутобуса, махом на шасијама Волво, превозе нешто више од пола милиона путника дневно на седам линија. Ради скраћења времена укрцавања путника, карте се наплаћују на уласку у станицу, а иста се налази у висини пода аутобуса. На станици возачи поравнавају врата аутобуса са вратима на станици и аутоматски се спуштају рампе које лако и безбедно омогућавају проток путника, па и хендикепираних лица.
Град је постао узор целом свету за развој градског саобраћаја, а добио је и награду од Уједињених нација за најиновативнији град.